# Teenage Mutant Ninja Turtles: Manhattan Missions
Teenage Mutant Ninja Turtles: Manhattan Missions è un videogioco per PC (MS-DOS) del 1991 ispirato ai personaggi delle Tartarughe Ninja. Sviluppato e pubblicato dalla Konami, si tratta di un videogioco d'avventura a scorrimento orizzontale, in cui il giocatore può controllare una delle quattro tartarughe ninja, e dovrà affrontare nel finale il malvagio Shredder.